# 京都アバンティ
京都アバンティ（きょうとアバンティ、KYOTO AVANTI）は、京都府京都市南区にある複合商業施設である。

## 概要
京都市による初の再開発事業として、京都市営バス八条営業所跡地などが周辺街路の拡幅などとともに整備され、1984年春に開業した。第三セクターの京都シティ開発が建物を所有し、商業棟地下1階-地上6階はイズミヤが権利を所有・運営していたが、2011年3月から運営のみOPAに委託したのち、阪急商業開発の運営となっている。

### 構成
地下3階地上9階建ての商業棟と、地下3階地上13階のホテル棟（ホテル京阪京都が所有、バスターミナル（京阪バス、大阪空港交通、京都市営バス）などが入居）、公開空地で構成される。
再開発事業の目的のひとつとして、従来は円滑ではなかったとされる駅の北側との接点を担うべく期待されたことから、南北を結ぶ地下自由通路と直結する構造となっている。なお、この通路の維持管理を京都シティ開発が受託しており、これに関わる費用として京都市から補助金が支給されている。
商業棟については、2010年6月にイオンモールKYOTOが開業するなど商業施設間の顧客獲得競争が激化した。これに伴い2011年3月、地下1階から地上6階のテナントを入れ替え大幅リニューアルするとともに「アバンティブックセンター」を除く商業施設の運営をイズミヤからの委託により、OPAが運営するようになった。しかし、2014年にイズミヤがエイチ・ツー・オー リテイリング（阪急阪神東宝グループ、阪急百貨店などを運営）傘下に入ったことで、2016年10月からは阪急商業開発の運営となっている。
OPAへの委託運営時代までは小型テナントが多かったが、阪急商業開発の運営になってからは「ドン・キホーテ」「しまむら」「GU」などが入居している。また、6階は「アニメイト」を軸に「らしんばん」「カードラボ」「ゲームメイト」が出店し、サブカルチャーの集積化を進めている。1階と地下1階は引き続き小型テナントが占める。飲食店フロアの地下1階は空きテナントもあるものの、圧倒的多数の訪日外国人の利用がみられるため、テナントの誘致を進める方針である。

## 主なテナント
※個別店舗名など詳細は、公式サイトを参照。
商業棟
- KYOTO AVANTI
  - 物販ゾーン（地下1階から5階）
    - ドン・キホーテ（2階）
    - しまむら（4階）
    - GU（5階）
    - アニメイト（6階）

  - レストラン街（地下1階）
  - マリアージュ・グランデ（結婚式場、7階から8階）
- 龍谷大学アバンティ響都ホール（多目的ホール、9階）

ホテル棟
- ホテル京阪京都（1階から13階）

## 周辺
※京都駅#駅周辺を参照。

## 交通
京都駅八条口より、地下道で直結している。
※周辺に発着する路線バスについては、京都駅#バスターミナルを参照。